# 大慈寺 (八戸市長者)
大慈寺（だいじじ）は、青森県八戸市長者にある曹洞宗の寺院。山号は福聚山。本尊は聖観世音菩薩。本堂、山門、経蔵は県から重宝（有形文化財）に指定されている。糠部三十三観音霊場第９番札所、八戸御城下三十三観音霊場第７番札所。

## 歴史
創建は1411年（応永18年）、当時の根城城主、八戸南部家の南部長経が安東氏との戦いで功を挙げた萬松寺（秋田県鹿角市）の宝山正弥和尚を招き、八戸市松館に開山したのが始まりと伝承される。以来、八戸南部家の菩提寺として寺領100石が寄進されるなど庇護され、隆盛した。しかし奥州仕置以降、八戸南部家は三戸南部家の従属関係となり1627年（寛永４年）、盛岡城の支城である鍋倉城に移封となり、当寺も遠野に随行した。八戸は一時廃寺となったが、1664年(寛文4年)、
盛岡藩主南部利直 が寺領50石を寄進し、玄龍和尚を招き中興開山した。天保年間に本格的な整備。1875年（明治8年）、糠塚と松館が同じ大慈寺として独立し、その後当寺を本寺、松館を末寺とした。

## 文化財
- 2018年（平成30年）8月20日、以下3点が県重宝に指定された。

### 本堂
- 1805年（文化2年）再建。木造、内部に和様の出三斗を円柱及び中備に組んだ意匠は他、県内に見られない。

### 山門
- 1831年（天保2年）創建。八脚楼門建築で三間一戸、入母屋造、鉄板葺。上層部には花頭窓、高欄付。十六羅漢像が安置されている。下層部通路開口部の上部が琴柱火燈。1963年（昭和38年）、八戸市から文化財に指定された。

### 経蔵
- 1858年（安政5年）創建。宝形造、桟瓦葺、桁行3間、梁間3間、裳階付。内部には八角形で回転する経棚が設定されている。外見は2層に見えるが、1層。山門と同時期に八戸市指定有形文化財となった。

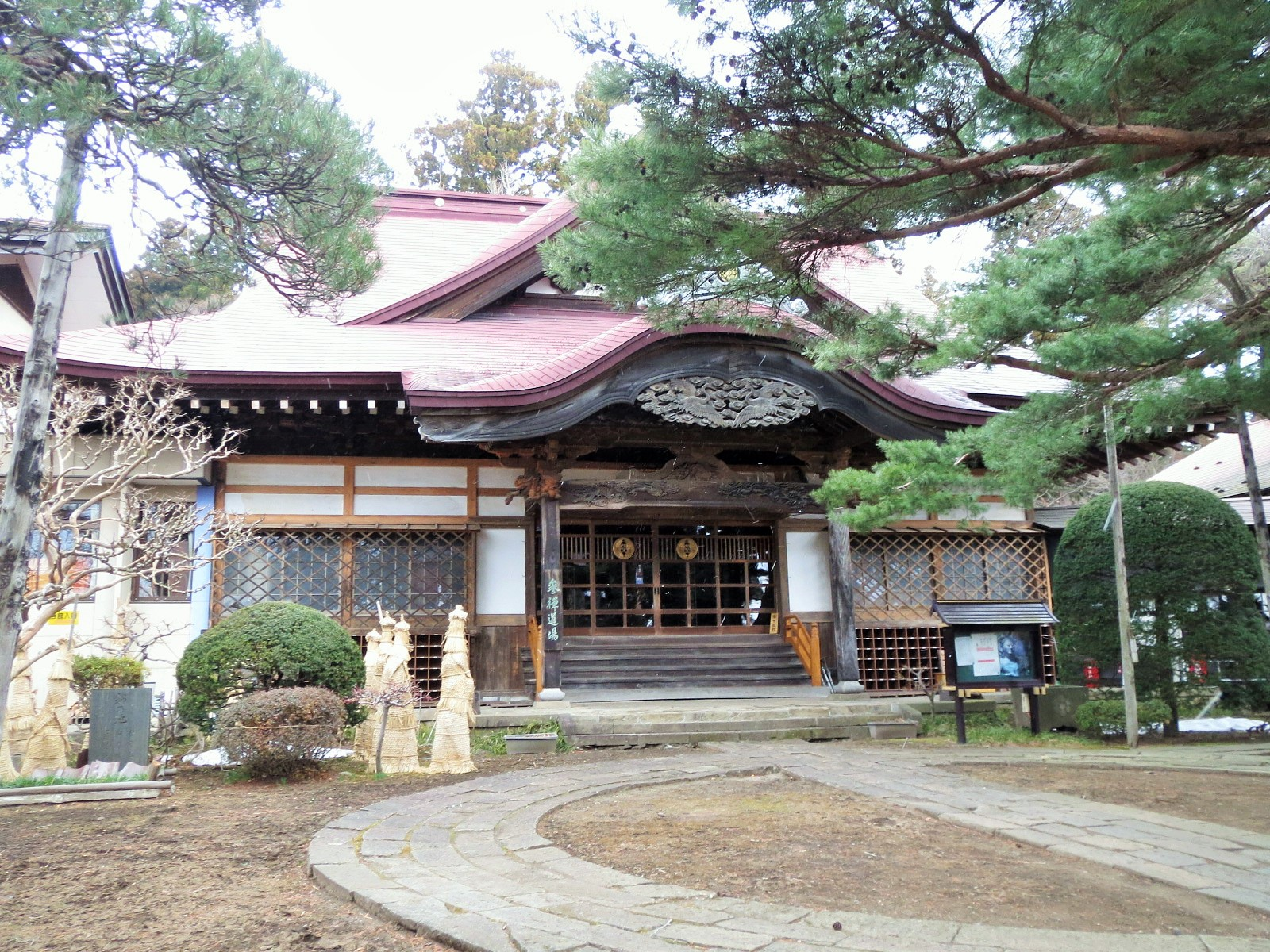
本堂
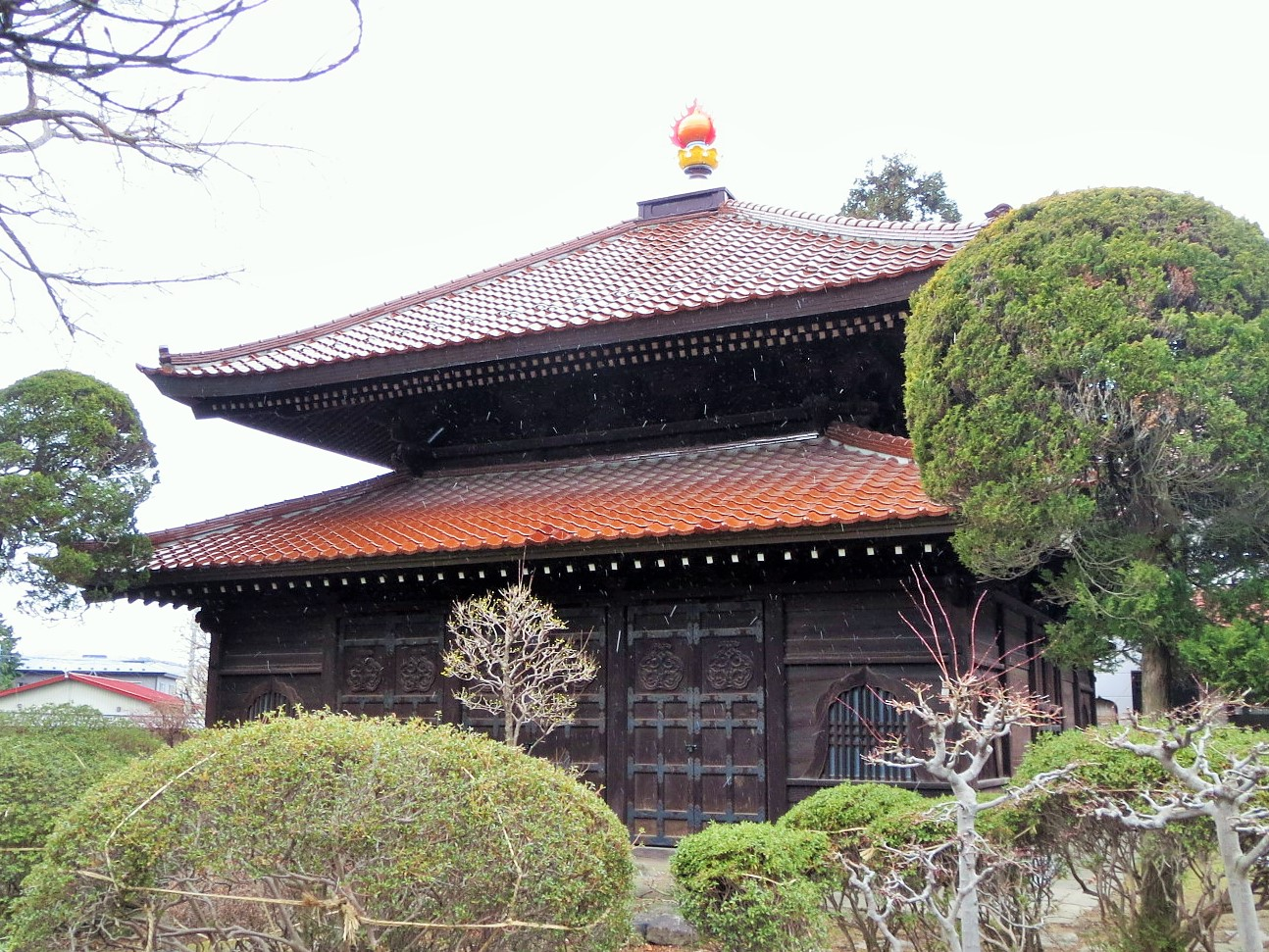
経蔵